# ぷよぷよテトリス
『ぷよぷよテトリス』（Puyo Puyo Tetris）は、セガより発売されたゲームソフト。2020年に発売された続編『ぷよぷよテトリス2』に関しても本項で合わせて解説する。
『ぷよぷよテトリス』は、2014年2月6日にPlayStation 3・PlayStation Vita・Wii U・ニンテンドー3DSの4機種マルチプラットフォームで発売された。2014年12月4日にはPlayStation 4・Xbox Oneでも発売。
2017年3月3日にNintendo Switch版『ぷよぷよテトリスS』が、Switchのローンチタイトルとして発売された。
2017年4月25日にはPS4 / Switch版の北米版、4月28日には欧州版として『Puyo Puyo Tetris』が発売。2018年2月28日にはSteamでMicrosoft Windows版のダウンロード販売がされ、こちらは欧米版をベースにインターフェイスは英語のみ、ボイスは英語・日本語両対応となっている。
2020年12月10日には、続編となる『ぷよぷよテトリス2』がPS4・Switch・Xbox One・PlayStation 5・Xbox Series X/S版の5機種マルチプラットフォームで発売。前作に搭載されていた全ルールに加えて『ぷよぷよクロニクル』にて初登場した『スキルバトル』が新たに追加された他、『ぷよぷよeスポーツ』にて追加された要素が一部導入されている。
そして、Nintendo Switch 2と同日発売(2025年6月5日)に『ぷよぷよテトリス2S』も、登場。
新モードの『いっしょにぷよテト』が登場さらに、新機能のマウス操作に対応し、ポインター機能を使って、友達をサポートすることが出来る。

## 概要
本作品は『ぷよぷよ』と『テトリス』という2つの落ち物パズルゲームによるコラボレーション作品で、『テトリス』としてはシリーズ生誕30周年の記念タイトルにもなっている。当初は『ぷよぷよ7』の次に発売するシリーズとして計画されていたが、諸事情により『ぷよぷよ!! Puyopuyo 20th anniversary』の発売に変更され、その後の発売となった。
互いの作品のルールで勝負したり、同一フィールドで「ぷよ」と「テトリミノ」が出現する等、双方の異なるシステムを織り交ぜたゲームデザインを最大の特徴とする。また、本作では全機種インターネットによる対戦に対応しており、収録されているすべてのルールでインターネット通信による対戦が可能で、初期に発売された4機種については、PS3版 / PS Vita版同士、Wii U版 / 3DS版同士と、それぞれ異なるハードのユーザー同士でもインターネットの通信対戦が可能（PS4版、Xbox One版、Switch版、Steam版は同機種同士のみ）。このほか、対戦中のプレイを保存して自由に鑑賞できる「リプレイ」機能も搭載されており、インターネットに接続することで自分のリプレイを他人に公開したり、他人のリプレイを保存することも可能。
セガがコンシューマで『テトリス』タイトルをリリースするのは2006年の『セガエイジス2500シリーズ Vol.28 テトリスコレクション』以来約8年ぶりだが、テトリスのルール・各仕様はテトリスの統一ガイドラインに準拠しているため、テトリミノの配色および回転法則は旧来のセガ製テトリスのものとは異なっている。
本作のテトリス側の攻撃手段としては、ガイドラインと同じく「一度に複数ラインを消す・T-Spin（特定の地形でTミノを回転させてラインを消す）・Back To Back（ライン消しの際に連続でテトリスまたはT-Spinを行う）・Ren（テトリミノを置きつつ、連続でライン消しする）・パーフェクトクリア（ぷよぷよの「全消し」と同様にフィールドを一掃する）」が採用されている。

## 各機種版の特徴

### ぷよぷよテトリス
2014年2月6日にPS3・PS Vita・Wii U・3DSの4機種で同時発売（ダウンロード版も販売）。発売に先駆け、2014年1月22日に4機種全てに体験版が配信された。
PS3版
インターネット対応（2 - 4人）。PS3版同士のほか、PS Vita版との通信対戦も可能（後述のPS4版とは不可）。
ダウンロード版は他3機種から遅れ、2014年4月15日より発売開始された。
PS Vita版
アドホックモード、インターネット対応（いずれも2 - 4人）。PS Vita TV対応。PS Vita版同士のほか、PS3版との通信対戦も可能（後述のPS4版とは不可）。
Wii U版
インターネット対応（2 - 4人）。いつの間に通信対応。テレビを使用せずにGamePadのみのプレイに対応。Wii U版同士のほか、3DS版との通信対戦も可能（後述のSwitch版とは不可）。
3DS版
ローカルプレイ・ダウンロードプレイ・インターネット対応（いずれも2 - 4人）。いつの間に通信対応。3DS版同士のほか、Wii U版との通信対戦も可能（後述のSwitch版とは不可）。タイトル画面からぷよぷよ（COMと対戦）、テトリス（マラソン）、ぷよテトミックスをプレイできるクイックスタート機能が搭載されている（使用キャラは、マイデータのマイキャラ設定で設定されたキャラ）。
2014年12月4日にPS4・Xbox One版が同時発売。いずれもパッケージ版のみで、既発売版で配信中のダウンロードコンテンツをすべて収録。
PS4版
インターネット対応（2 - 4人）。PS3版をベースに改良が行われ、「ドリームアーケードみんなで」で最大COM3体と対戦可能、リプレイ保存数が先行機種版の10から50に増加、テトリスの回転と移動の同時入力などシステムの見直しの他、ぷよぷよvsテトリス時の攻撃値の調整、ぷよぷよ接地から次の組ぷよが出るまでの時間とおじゃまぷよ落下時間の短縮、テトリスからぷよぷよへ攻撃した際のおじゃまぷよが降るまでの時間を延長など、様々なゲームバランスの調整が行われた。通信対戦時においても遅延軽減や「クラブ」のルーム作成時に「ぷよぷよのみ」「テトリスのみ」のスタイルや4桁のパスワードによるロックを選択可能、BGM・背景・スキンなどの設定を自分の画面では反映されるようにするなど、様々な改善が行われている。PS4版同士のみの通信対戦に対応しており、PS Vita版・PS3版との通信対戦は不可能。
2017年9月13日より後述のSwitch版とともに、一部バランス調整を施したバージョン1.10へのアップデートが行われた。
Xbox One版
インターネット対応（2 - 4人）。特徴は上記のPS4版とほぼ同様。Xbox One版同士のみの通信対戦可能。Xbox系のハードにおいてぷよぷよシリーズの作品が発売されるのは『ぷよぷよフィーバー』（Xbox）以来となる。
2015年11月19日には、以上6機種のスペシャルプライス版（廉価版）が発売された。これにあわせ、4機種の各ダウンロードコンテンツの価格も半額に値下げされた。
2017年3月3日にNintendo Switch版が発売された（パッケージ・ダウンロード共）。
Nintendo Switch版『ぷよぷよテトリスS』
ローカルプレイ・インターネット対応（いずれも2 - 4人）。基本的なゲーム内容やバランス調整などはPS4/Xbox One版がベース。Switch版同士のみの通信対戦可能。テーブルモード・TVモードでは4人までのマルチプレイ対応。全世界の通信対戦ができる「全世界パズルリーグ」を搭載。キャラクターセレクトにランダムセレクト機能追加。3DS版と同じく、タイトル画面にクイックスタート機能を搭載。
2017年9月13日より前述のPS4版とともに、一部バランス調整を施したバージョン1.10へのアップデートが行われた。
2018年2月28日にSteamでMicrosoft Windows版が発売（ダウンロード専売）。
Steam版『Puyo Puyo Tetris』
対応OSはMicrosoft Windows 7 / 8（8.1） / 10 64Bit。下記の欧米向け英語PS4/Switch版（バージョン1.10準拠）をベースにしており、インターフェースは英語のみだがボイスは英語・日本語両対応となっている。Steam版同士のみの通信対戦可能。

#### 英語版での変更点
日本時間の2017年4月25日にはPS4 / Switch版の北米版、4月28日には欧州版として『Puyo Puyo Tetris』が発売され、これを元に2018年2月には上記Steam版もリリースとなった。ストーリーを持った作品が公式に英語版としてリリースされるのは『Puyo Pop FEVER（ぷよぷよフィーバー）』以来となる。こちらでは各種メッセージやボイスが全て英訳されている他、日本版や過去作品の英語版とは演出などの細かい点が異なる。以下に例を列挙する。
- ゲームタイトルは『Puyo Pop』ではなく『Puyo Puyo』の表記が採用されている（事例としてはWiiのバーチャルコンソールで配信されていたメガドライブ版『ぷよぷよ通』にのパターンに近い）。
- 宗教上の関係か、サタンの名前が「Dark Prince」（ダークプリンス）に変更されている。これは、『ぷよぷよ』（1992年、アーケード）の英語版『Puyo Puyo』や、『みんなでぷよぷよ』（2001年、ゲームボーイアドバンス）の英語版『Puyo Pop』など、過去作の英語版でも共通して取られていた措置である。
- ラフィーナ、リデルの綴りが『ぷよぷよフィーバー』の英語版『Puyo Pop Fever』とは異なり、より日本語の発音に近い綴りに変更されている（それぞれRaffine→Raffina、Rider→Lidelle）。また、さかな王子は『Puyo Pop Fever』ではPlayStation 2版やニンテンドー ゲームキューブ版などとニンテンドーDS版では英語表記が異なっていたが、本作ではDS版の表記に統一されている（Prince of Ocean→Ocean Prince）。
- カーバンクルの鳴き声は、『Puyo Pop Fever』では「Ta-da!」といった全く異なるものに変更されていたが、本作では日本版に準じた「Gugu!」などになっている。
- 各愛称についても、アルルからのカーくん呼びは「Carby」、サタンからのアルルやカーバンクルちゃん呼びは「Arly」「Carbunny」、りんごやまぐろからのりすせんぱい呼びは「Ris」などに訳されている。
- 「アドベンチャー」モードにおける漫才デモ（会話デモ）のセリフや各話のサブタイトル、連鎖ボイスの一部が日本版の直訳ではなく、内容が異なっている箇所がある。また、『Puyo Pop Fever』とは違い、日本版で連鎖ボイス中に存在した英語以外の外国語（ラフィーナのフランス語やクルークのラテン語など）はほぼ全て英語に置き換えられている。
- 日本版で擬声語などが表示されていた箇所は「*」囲みの形容詞のテキストに変更されている。
- PS4版において、漫才デモでのセリフのスキップ機能は日本版では○ボタンを使用していたが、北米版・欧州版では×ボタンに変更されている。

### ぷよぷよテトリス2
ぷよぷよテトリスが好評だったため2020年12月10日にPS4・Switch・Xbox One・PlayStation 5・Xbox Series X/S版の5機種マルチプラットフォームで発売。2021年3月24日にはWindows（Steam）の配信も開始された。なお、Xbox One版・Xbox Series X/S版に関してはダウンロード版の販売のみとなっている。また、ソフト発売後の無料アップデートで新たなプレイアブルキャラクターや「みんなでボス戦」などのモード、BGMなど様々なコンテンツが追加された。さらに、2021年2月4日（ぷよの日）のアップデートでは、「色ちょうせい」機能が追加された。
この機能は、色覚特性に合わせた4種類（3色覚、1型2色覚、2型2色覚、3型2色覚）のフィルターを選択して色調を調整できるほか、色の強さも調整することが可能である。
なお、フィルターを適用した場合、テトリミノの絵柄は「レトロ」に変更される。
アドベンチャーモードの進め方は前作から変化しており、『ぷよぷよテトリス』ではストーリーを順に追う形だったのに対し、『ぷよぷよテトリス2』ではマップを移動しながら話を進めていく。

## ルール
本作では複数の対戦ルールと、6つのルールでやりこみプレイをする1人用の「とことん」が搭載されている。「とことん」以外の対戦ルールはいずれもネットワーク対戦とレーティングランキングに対応している（1作目ではレート値は全ルールで共通だが、『2』では4種類のリーグがあり、リーグ別にレート値が測定される）。
VS（ブイエス）
「ぷよぷよ」と「テトリス」の最もオーソドックスなルールで対戦するルール。キャラクターセレクト時に、各プレイヤーが「ぷよぷよ」か「テトリス」のどちらのスタイルでプレイするかを決定する。なお、スタイルは各プレイヤーが自由に選択できるため、例えば参加するプレイヤー全員を「ぷよぷよ」のみ、あるいは「テトリス」のみに強制させることはできない。ただし、1作目のPS4・Xbox One・Switch・Steam版では「クラブ」のルーム作成時に「ぷよぷよのみ」、「テトリスのみ」でスタイルを制限可能。
「ぷよぷよ」のルールは『ぷよぷよ通』に準拠、「テトリス」のルールは標準的な対戦ルール（ガイドライン）に準拠となっており、連鎖やラインクリアーで相手のフィールドにおじゃまぷよ・おじゃまブロックを送りあって対戦する。「ぷよぷよ」側は標準では「クイックドロップ（瞬間的にぷよを高速設置できる操作）」を使えないが、「ドリームアーケード」や「インターネット」の「クラブ」でプレイする際はクイックドロップを使用可能に設定できる。
なお、スタイルの異なるプレイヤーがいるときは、相手に送るおじゃまぷよ・おじゃまブロックの量が相手のスタイルに合わせて変換され、その際に外見も「ぷよぷよ」側は四角いブロック、「テトリス」側はおじゃまぷよの絵柄のブロックに変化する（性質は通常のものと同様）。さらに、テトリスのプレイヤー全員のフィールド横に「アタックゲージ」が表示され、攻撃時におじゃま予告がない限り一旦アタックゲージに充填され、連続でラインを消す（REN）ことでさらにゲージが増えていく。「REN」が途切れると、それまでたまったゲージの分相手におじゃまブロックを一気に送る。
1作目のPS4・Xbox One・Switch・Steam版では従来機種からのバランス調整が行われ、「ぷよぷよ」側のゲームスピードが若干素早くなり、「テトリス」側は「ぷよぷよ」側へ攻撃する際に時間差が発生するようになった。さらに、PS4・Switchのアップデート版とSteam版では、「ぷよぷよ」側のみマージンタイム（一定時間経過で徐々におじゃま発生量上昇）が適用されるようになり攻撃力自体も強化、「テトリス」側はRENや全消し(PERFECT CLEAR)による攻撃力がやや弱体化している。
ぷよテトミックス
「ぷよ」と「テトリミノ」が1つのフィールドに混ざって出現するルール。フィールドサイズは中間を取った8×16となっている。ぷよを消して「連鎖」をしたり、テトリミノのみを横1列並べてラインを消すことで相手におじゃまブロックを送り対戦する。フィールド上部中央に表示されている4つの「×」の位置にいずれかでもぷよかブロックが積み上がると敗北。ぷよ1個とテトリミノの1ブロックのサイズはどちらも同列で、ぷよやテトリミノの消し方はそれぞれの基本ルールと同様だが、このルールではテトリミノだけでなく、組ぷよや後述の「SPツモ」もHOLD（ホールド）することができる。「ぷよ」の「クイックドロップ」は標準で使用可能。
また、このルールでは以下のような独自のシステムが搭載されている。
シングルミノ・ダブルミノ・SP（スペシャル）ツモ
このルールでは特殊なテトリミノとして、ブロック1個だけの「シングルミノ」、ブロック2個が連なっている「ダブルミノ」、一定間隔でぷよとテトリミノが交互に切り替わる 「SPツモ」が出現する。SPツモの形状は使用キャラクター毎にテトリミノ7種類のうちどれか1つの形状で固定されている（例として、りんごやティはTミノ型など）。
組ぷよ・テトリミノの出現パターン
このルールでは『ぷよぷよフィーバー』以降と同様に組ぷよも2個組だけでなく3個組・4コぷよなどが登場し、使用するキャラクターによって組ぷよやテトリミノの出現するパターンが決まっている（出現パターンはこのルール独自のものが設定されている）。出現順は「キャラクター固有の形状の組ぷよ6組→テトリミノ2組→SPツモ→ぷよ6組（形状は初回と同じ）→ミノ2組→ダブルミノ→ぷよ6組→ミノ2組→シングルミノ」で1ループとなっており、1ループ内のテトリミノは、「SPツモ」になっていない6種類が重複なしでランダムに出現する。
つぶし
テトリミノをフィールド上のぷよ・おじゃまブロックの上に置くと、上から触れたぷよやおじゃまブロックをつぶしながら下の地形まで落下を続ける（このときハードドロップで落としていない場合はゆっくりとぷよを潰しながら降下し、その間に次の組ぷよやテトリミノを操作することになる)。つぶされた色ぷよはテトリミノが着地したあとにつぶされたときと同じ並び方で上から再び降ってくるが、つぶされたおじゃまブロックは復帰することなくフィールドから排除される。
アクティブ
『ぷよぷよ!!』の「アクティブ」ルールと同様に、ぷよやラインが消えている最中にも、つぎの組ぷよ・テトリミノを操作することができる。また、フィールドに連鎖数が表示されている一定時間内に新たにぷよやラインを消しても、連鎖が途切れずにカウントされる。
ミックス連鎖
ぷよ・テトリミノの双方を続けて消すと「ミックス連鎖」となり、通常より多くのおじゃまブロックを相手に送ることができる。
スワップ
一定時間が経過するごとに「ぷよぷよ」と「テトリス」のフィールドが交互に入れ替わるルール。試合開始時どちらのフィールドを先にプレイするかは、ルーレットで決定される。それぞれの基本ルールは上記の「VS」ルールと同じく、「ぷよぷよ」時は『ぷよぷよ通』、「テトリス」時はガイドラインに準拠している。「ぷよぷよ」側は標準では「クイックドロップ」を使えないが、「ドリームアーケード」や「クラブ」では「クイックドロップ」を使用可能に設定できる。対戦モードでプレイする場合、対戦中のBGMは「ぷよぷよ」時は『時空を超えて久しぶり!』、「テトリス」時は『コロベイニキ』で常に固定される。
一定時間ごとに「ぷよぷよ」と「テトリス」のフィールドが切り替わり、操作していないほうのフィールドはサブ画面として小さく表示され、操作中のフィールドでゲームオーバーになると敗北となる。また、フィールドの交代前に連鎖・ラインを消して発生していた予告おじゃまぷよ・おじゃまブロックは、操作中のフィールドにあわせて量が変換される。また、フィールド切り替わり時に操作していた組ぷよ・テトリミノは着地するまでそのまま自由落下していき、組ぷよなら4個以上揃う・テトリミノなら1ライン以上揃う状況ならば通常通りのぷよやラインの消去処理がなされ、それ以外の場合は下に着地してもフィールドから消滅する。このため、切り替わり直前の状況によっては操作中のフィールドとサブ画面のフィールドからぷよぷよとテトリスで同時攻撃を行うことも可能であり、連鎖やラインクリアが一定時間内に発生すると「スワップコンボ」となり、通常より多くのおじゃまぷよ・おじゃまブロックを相手に送ることが出来る。
パーティー
キャラクターセレクト時に「ぷよぷよ」か「テトリス」どちらかを選び、制限時間内に連鎖やラインを消して獲得したスコアを競うルール。制限時間終了時に、スコアがもっとも高いプレイヤーが勝利。このルールでは制限時間内であればゲームオーバーになってもフィールド内のぷよやブロックがすべて消滅しリセットされて復活出来る（但しペナルティとして、他のプレイヤー全員にボーナスポイントが付与される）。
このルールではフィールド上に「アイテム」が設置される（全11種類で、サイズは「ぷよぷよ」では1マス分、「テトリス」では2×2の4マス分）。「ぷよぷよ」ではアイテムに隣接したぷよを消す（おじゃまぷよと同じ消し方）、「テトリス」ではアイテムを含む列のラインを揃えるとアイテムも同時に消え、自分に有利な効果が表れる・相手のプレイを妨害する・相手のスコアを横取りするなど、消したアイテムに応じて様々な効果が発動する。また、アイテムを消すと直後に新たなアイテムが上から補充される。
また、「ぷよぷよ」のスタイルを選んだ場合は「クイックドロップ」が標準で使用可能であり、組ぷよの形状の出現パターンもキャラクターによって異なる。出現パターンの設定は『ぷよぷよ!!』の「ぷよぷよフィーバー」ルールに準拠している（連鎖時の得点倍率は異なる）。なお、テトリス側のキャラクターは本作では操作できない旧作のぷよぷよシリーズに登場していたキャラクターの組ぷよパターンが流用されている。
アイテムには「みんなをおじゃまタイプ」「じぶんを強化タイプ」「スペシャルタイプ」の3種類、キャラクターごとにそれらに「バランスタイプ」を加えた4種類のタイプがそれぞれ設定されており、そのキャラクターのタイプと同じタイプのアイテムが出現しやすくなっている。バランスタイプは攻撃アイテムも強化アイテムも同じくらいの確率で出現する。タイプの割り当ては以下の通り。
バランスタイプ
りんご、ドラコケンタウロス、ウィッチ、シグ、レムレス、ティ、アイ
みんなをおじゃまタイプ
アルル、シェゾ、クルーク、フェーリ、りすくませんぱい、エス、ジェイ&エル
じぶんを強化タイプ
アミティ、ラフィーナ、ルルー、すけとうだら、まぐろ、オー、ゼット
スペシャルタイプ
サタン、エコロ、エックス
アイテムの種類
フィールド上のアイテムを消すと「スコアばきゅ〜む」を除いていずれも一定時間効果が持続する。以下、アイテムの効果を発動させたプレイヤーを「自分」、それ以外を「相手」と表記。 
みんなをおじゃまタイプ（相手に良くない効果を与える）
かいてんきんし
相手プレイヤー全員の回転操作を不可能にする。「テトリスパーティ」に登場した「ロック」と同じ。
スピードアップ
相手プレイヤー全員の落下速度を最高速度にする。「テトリスパーティ」に登場した「スピードアップ」と同じ。
サーチライト
相手プレイヤー全員のフィールドを暗闇にし、サーチライトで照らされた一部の範囲しか見えなくする。
じぶんを強化タイプ（自分に良い効果を与える）
こうげきりょくアップ
自分から相手に送れるおじゃまの量を増加させる。
おじゃまクリア
自分のフィールド内のおじゃまと自分に送られた予告おじゃまを全て消去する。
リフレクト
発動後、自分のフィールド上部に盾のアイコンが表示され、盾のアイコンがある間は自分に送られてくる予告おじゃまを全て送ってきた相手に跳ね返す。
スペシャルタイプ（ぷよぷよかテトリスのどちらかにしか効かない強力なアイテム）
ツモ一色（ぷよぷよ限定）
自分のフィールドに降ってくる組ぷよの色が1色のみになる。
シングルミノへんか（テトリス限定）
自分のフィールドに降ってくるテトリミノが全てブロック1個分の「シングルミノ」になる。
こおりづけ
「ぷよぷよ」の相手プレイヤー全員のフィールド内のぷよをこおりづけ状態にする。
ペントミノへんか（1作目のみ）
「テトリス」の相手プレイヤー全員のフィールドに降ってくるテトリミノが全てブロック5個分で構成された「ペントミノ」になる。なお、一部のペントミノを利用すると同時に5列消す「TETRIS PLUS」を行える。
ミノこてい（『2』のみ）
「テトリス」の相手プレイヤー全員のフィールドに降ってくるテトリミノが連続で同じ形になる。「テトリスパーティープレミアム」に登場した「フィックス」と同じ。なお、デザインは1作目のペントミノへんかと同じである。
その他
スコアばきゅ〜む
自分が2位以下の時のみ出現。相手プレイヤー全員のスコアを奪い取り、自分のスコアに加える。自分を含めない順位で、4人対戦の場合は1位から2000点、2位から1500点、3位から500点を吸収。このアイテムのみ即時発動で効果が終了する。
ビッグバン
キャラクターセレクト時に「ぷよぷよ」か「テトリス」どちらかを選び、ぷよぷよは常に「フィーバーモード」で、テトリスは常に「ラッキーアタックモード」で対戦するルール。「チャージタイム」中にぷよやブロックを消すことで攻撃力が増えていき、チャージタイム終了後たまった攻撃力で相殺が行われる。一番攻撃力の高いプレイヤー以外の全員が相殺後の残りダメージを受け、ダメージを受けるとフィールドHPが減っていく。フィールドHPが全て無くなると、フィールドが破壊される演出が起こって負けとなり、最後まで生き残ったプレイヤーの勝ち。一度の相殺で決着がつかなかった場合は生き残ったプレイヤー同士で再び「チャージタイム」が開始される。「ぷよぷよ」には「全消し」ボーナスが適用されるが、「テトリス」の「パーフェクトクリア」ボーナスは適用されない。
「ぷよぷよ」では『ぷよぷよフィーバー』の「フィーバーモード」と同様に、連続で出現する連鎖のタネをひたすら消していく。出現する組ぷよは2個組のみとなっており「クイックドロップ」が標準で使用可能。連鎖のタネをうまく消したり「全消し」をするとつぎに出現する連鎖のタネが大きくなり、連鎖数が大きくなるほど攻撃力も高くなる。
「テトリス」では連続で出現する穴のあいたブロックのセットをテトリミノで埋めてひたすら消していく。「REN」をつづけるほど攻撃力が高くなるがラインを消さずにテトリミノを置くとミスとなる。RENが高くなるとスーパーローテーションの回転補正を使った回転入れを必要とするセットが出現する。
スキルバトル（『2』のみ）
『2』より追加されたルール。基本的な内容は『ぷよぷよクロニクル』の「スキルバトル」とほぼ同一で、相手が送ってきたおじゃまぷよ・おじゃまブロックが自分のフィールドに出現すると自分のHPが減り、先にHPがゼロになると敗北となる。また、フィールドの上までぷよやテトリミノが積みあがるとHP満タンの状態の四分の一に当たる量が減少し、フィールドがリセットされる。
対戦中は対応するボタンを押すとMPを消費してスキルを使用でき、攻撃力をアップしたり、HPを回復するなど様々な効果を得られる。使用できるスキルはキャラクターごとに異なり「マイデータ」の「チーム」で使用するキャラクターやスキルなどの編集が可能。またチームには「アイテムカード」を同時に4枚までセットすることができ、アイテムカードをセットするとチームの能力を強化したり、カードによっては特殊効果を得られる。アイテムカードは「アドベンチャー」や「みんなでボス戦」で入手可能。
なお、この対戦ルールのみ1対1でしかプレイできないが、『クロニクル』とは異なり自分自身が作成したチームの操作をCPUに任せる形式でCPUとの対戦が可能となっている。
みんなでボス戦（『2』のみ）
『2』のVer.1.1.0にて追加された1 - 4人用のモード。各プレイヤーが「アドベンチャー」モードで育てたチームを使用し、プレイヤー全員で協力してボスキャラクターと「スキルバトル」形式で対戦する。ボスのHPをゼロにすると勝利となり、経験値やアイテムカードを入手できる。一方、プレイヤーのHPがゼロになるとフィールドに表示されるカウントがゼロになるまで操作不能となり、プレイヤー全員のHPが同時にゼロになると敗北となる。また、対戦中は「チャンスタイムじょうけん」が画面に表示され、条件を満たすとプレイヤー全員が一定時間「フィーバーモード（ぷよぷよ）」か「ラッキーアタックモード（テトリス）」に突入し、ボスに大ダメージを与えることが可能（この間、ボス側のフィールドはロックされて動かなくなる）。
「インターネット」の「みんなでボス戦」を選ぶか、Switch版のみ「ドリームアーケードみんなで」のローカル通信で「スキルバトル」を選ぶとプレイすることができる。なお、いずれも1人だけでゲームを開始し、ボスに挑戦することも可能。
とことん
ぷよぷよとテトリスで記録更新をめざしてプレイする1人用のモード。ぷよぷよとテトリスでそれぞれ3つずつルールが用意されている。
『2』ではすべての「とことん」ルールがオンラインランキングに対応しており、特定の設定でプレイして記録したハイスコアを「インターネット」の「とことんランキング」に登録することができる。
また『2』のver.1.2.1にて「とことん」ルールで2 - 4人で対戦できるモードが「ドリームアーケードみんなで」と「インターネット」の「クラブ」モードに追加。対戦では制限時間内に獲得したスコアやクリアタイムで順位を競い、おじゃまぷよやおじゃまブロックは一切発生しない。なお、CPUとの対戦は不可能。また、対戦プレイでのハイスコアも保存され「インターネット」の「とことんランキング」に反映される。
とことんぷよぷよ
ゲームオーバーにならないようにひたすらぷよを消していくルール。出現する組ぷよは2個組のみ。
『2』ではゲーム開始前の「ゲームせってい」で制限時間の長さや「クイックドロップ」のON・OFFを設定でき、制限時間を無しにして従来の「とことんぷよぷよ」と同様にプレイすることも可能。
とことんフィーバー
制限時間内に無限に出現する連鎖のタネを組ぷよでひたすら消していくルール。出現する組ぷよは2個組のみ。
とことんちびぷよ
通常よりサイズの小さいちびぷよが降る10×18のフィールドで、ゲームオーバーにならないようにひたすらちびぷよを消していくルール。このルールでは「クイックドロップ」が使用可能で、使用するキャラクターによって組ぷよの出現パターンが異なる（上記「パーティー」ルールに準拠しており、『ぷよぷよ!!』の「とことんちびぷよ」と同様）。
『2』ではゲーム開始前の「ゲームせってい」で制限時間の長さや「クイックドロップ」のON・OFFを設定でき、制限時間を無しにしてプレイすることも可能。
マラソン
テトリスで150ライン消すまでプレイするルール。
ゲーム開始前の「ゲームせってい」で「エンドレス」の項目を「ON」にすると150ラインを越えてもゲームが続行され、ゲームオーバーになるまで続く。
40ライン
テトリスでいかに早く40ラインを消せるかに挑戦するタイムアタックのルール。
ウルトラ
テトリスで3分間の制限時間でどれだけ得点できるかに挑戦するルール。

## メインメニュー
アドベンチャー
ぷよぷよやテトリスを攻略しながらストーリーを進めていく1人用のモード。
1作目では本編全7章+EX章全3章の計10章で構成されており、各話ごとにプレイヤーが使用するキャラクターおよびルールが変化する。EX章は、PS3・PS Vita・Wii U・3DS版では有料の追加コンテンツ、PS4・Xbox One・Switch・Steam版ではDLCではなく隠し要素となっており、いずれも番外編的な内容である。
1つの章は10話（ステージ）ずつで構成されており、特定の相手と対戦するステージと、一人でプレイする「とことんチャレンジ」などのステージが用意されている。ステージごとに設定されたクリア条件を満たすと、次のステージに進むことができる。
ステージをクリアするとその成績に応じて「☆」が1～3個獲得でき、獲得した「☆」の数に応じてアドベンチャーモードの「たっせいど」が上がっていく。同じステージで4回以上クリアに失敗すると「おたすけクリアですすむ」がメニューに表示され、選択するとそのステージをスキップして先に進むことも可能。
『2』では基本的なゲームシステムは前作とほぼ同様だが、本作ではすごろくのように構成されたワールドマップを移動してプレイするステージを選択し、クリアすると先のステージへ進めるようになる。また「スキルバトル」のステージをクリアすると仲間になっているキャラクターに経験値が加算され、必要な経験値をためるとレベルアップし能力が強化される。また「スキルバトル」以外のステージのクリアに1回失敗すると「おたすけクリア」機能でそのステージをスキップし、先のステージへ進むことも可能。
ドリームアーケードひとりで/みんなで
上記の対戦ルールや「とことん」の6つのルールをハンデやゲームの設定を自由に変更してプレイすることができるモード。
「ひとりで」ではコンピュータと対戦する「ワンプレイ」、次々に現れるCOMを倒し続け何連勝できるか挑戦する「かちぬき（『2』の「スキルバトル」は不可）」、1人でハイスコアの記録更新を目指す「とことん」がプレイできる。「ワンプレイ」では1作目のPS3・PS Vita・Wii U・3DS版ではCOM1体と1対1でのみ対戦が可能で、1作目のPS4・Xbox One版・switch版・Steam版や『2』では試合に同時参加するCOMの数を1 - 3人から選択可能。
「みんなで」では2 - 4人で対戦ができ、3人以上のプレイではチーム戦も可能。また『2』では最大8人でトーナメント戦ができる「たいかい」モードが追加。
インターネット
インターネットに接続して「全国（全世界）パズルリーグ」や「クラブ」のモードでほかのプレイヤーやフレンドと対戦できるモード。「全国パズルリーグ」のレートランキングを見たり、ランキング上位者が公開しているリプレイの鑑賞やダウンロード、自分のリプレイを公開したりすることもできる。
1作目のPS3・PS Vita・Wii U・3DS版では、有料のDLC（「アドベンチャー」モードの追加ストーリーや、BGMなど）を購入することも可能（1作目のPS4・Xbox One・Switch・Steam版では有料のDLCではなく、隠し要素として収録）。
『2』の「全世界パズルリーグ」では「パズルリーグ」、「ぷよぷよリーグ」、「テトリスリーグ」、「スキルバトルリーグ」の4種類のリーグがあり、各リーグの初回プレイ時に自分のレート初期値を1000、1500、2000から選択が可能。また前述の通り、アップデートVer.1.1.0にて1 - 4人用のモード「みんなでボス戦」が追加。
マイデータ
自分の成績やBGM、まんざいデモ、保存したリプレイの鑑賞、ゲームの設定変更ができるモード。また、ゲームをプレイしてたまったポイントを「ボイスチェンジ」「ぷよのしゅるい」などといった色々な演出が楽しめるアイテムと交換できる「ショップ」がある。
『2』では「スキルバトル」で使用するキャラクターやスキルを設定できる「チーム」の項目が追加。
レッスン
ぷよぷよ、テトリスの基本ルールや上級テクニックを教えてくれるモード。
『2』では新たに「問題」モードが追加（『ぷよぷよ』の問題は、『-eスポーツ』からの流用）。ぷよぷよやテトリスの基本操作やテクニックを実際に操作しながら学べるさまざまな問題が収録されている。

## ストーリー

### ぷよぷよテトリス
平和な日常を送る女子中学生のりんごの元へ、ぷよを消して再び異世界から飛ばされてきたアミティとアルルが現れる。3人は久しぶりの再会を喜び、いつものように“ぷよぷよ勝負”を始めようとする。だがそこに空から「謎の四角い物体」が現れ、3人は不思議な宇宙船へ飛ばされてしまった。そこで出会った謎の少年「ティ」と、スペースシップ・テト号の乗組員たち。その出会いが大事件を巻き起こすこととなる。

### ぷよぷよテトリス2
すずらん中学校で平和な日常を送るりんごの元へ、突然空からティとオー、エックスという者たちがふってきた。エックスによると、「ぷよぷよ」の世界と「テトリス」の世界がふたたび混ざり合ってしまい、さらにこの現象を起こした黒幕がいるという。事件の真相を暴くため、りんごとティは調査を開始。りんごの同級生のまぐろや先輩のりすくませんぱい、異世界から飛ばされてきたアルルやアミティたちを仲間に加えつつ、ふたりは謎の少女・マールのもとへたどり着く。

## キャラクター
本作では『ぷよぷよフィーバー』以降に登場しているメインキャラクター勢に加え、新たに『テトリス』サイドとして用意された独自の新キャラクターが登場する。今作の新キャラクター（テトリス世界のキャラクター）は『テトリス』のキャラクターとしてデザインされており、版権は『ぷよぷよ』（セガ）側ではなく『テトリス』（テトリス・ホールディング）側の方にある。キャラクターのイラストレーターは前作までとは異なっている。
また、ぷよの連鎖時などに表示されるカットインは従来の「ぷよぷよ」シリーズとは異なり、フィールド下部に漫画のコマのような小さい横長の枠が出現し、そこにキャラクターのアニメーションが表示される形式となっている。『2』ではこれに加え、画面のフィールド外の背景に表示される大型のカットイン演出が追加された。なお、3 - 4人プレイ時では画面に表示されるカットイン表示が簡略化されたものとなる。
下記表の括弧内の記号は「VS」ルールなどにおけるデフォルトが（○）は『ぷよぷよ』、（凸）は『テトリス』であることを表している（プレイヤーのスタイルはキャラクター選択時に自由に変更できる）。
無印版の太字はゲーム内のショップでポイント購入すると「ボイスチェンジ」が選択可能なキャラクター、斜字はとある条件を満たすとキャラクター選択で使用可能になる隠しキャラクターである。また、太字以外のキャラクターも、PS3・PS Vita・Wii U・3DS版では有料ダウンロードコンテンツを購入することで、PS4・Xbox One・Switch・Steam版ではDLCではなく隠し要素として、それぞれ「ボイスチェンジ」が選択可能になる。
『2』ではデフォルトキャラクターは「マイデータ」内の「ショップ」でポイント購入をすることにより、隠しキャラクター（斜字）及びアップデートによる追加キャラクターは解禁と同時に「ボイスチェンジ」が選択可能となる。

### ぷよぷよテトリス
今作の新キャラクター
ティ（凸）、オー（凸）、エス（凸）、アイ（凸）、ジェイ&エル（凸）、ゼット（凸）、エックス（凸）
初代『ぷよぷよ』より登場
アルル&カーバンクル（○）、すけとうだら（○）、ルルー（凸）、シェゾ（○）、ドラコケンタウロス（○）、ウィッチ（○）、サタン（凸）
『ぷよぷよフィーバー』シリーズより登場
アミティ（○）、ラフィーナ（凸）、シグ（○）、クルーク（○）、フェーリ（凸）、レムレス（凸）、
『ぷよぷよ7』より登場
りんご（○）、まぐろ（○）、りすくませんぱい（○）、エコロ（○）
プレイヤーキャラクターとしては使用できないが、サブキャラクターとして前述のリデル、アコール先生、さかな王子に加えてユウちゃん&レイくん、おにおん&おに子、どんぐりガエル（いずれも『ぷよぷよフィーバー』シリーズより登場）も「アドベンチャー」モードのまんざいデモにて登場する。

### ぷよぷよテトリス2
今作ではアップデートで追加されたキャラクターを含め、シリーズ最大の40体が登場。前作との相違点としてクルークのデフォルトが『テトリス』に変更、また前作でペアとして登場していたアルルとカーバンクルが分離され、それぞれ独立したキャラクターとなった。以下では、アップデートによる追加キャラクターを下線付きで記載する。
今作の新キャラクター
マール（○）、スクエアス（凸）
前作『ぷよぷよテトリス』からのキャラクター
ティ（凸）、オー（凸）、エス（凸）、アイ（凸）、ジェイ&エル（凸）、ゼット（凸）、エックス（凸）
旧『ぷよぷよ』シリーズより登場
アルル（○）、すけとうだら（○）、ルルー（凸）、シェゾ（○）、ドラコケンタウロス（○）、ウィッチ（○）、サタン（凸）、カーバンクル（○）
セリリ（○）、ハーピー（○）、ラグナス（凸）
『ぷよぷよフィーバー』シリーズより登場
アミティ（○）、ラフィーナ（凸）、シグ（○）、クルーク（凸）、フェーリ（凸）、レムレス（凸）
リデル（○）、アコール先生（凸）、さかな王子（凸）、ユウちゃん&レイくん（○）、あやしいクルーク（凸）
『ぷよぷよ7』より登場
りんご（○）、まぐろ（○）、りすくませんぱい（○）、エコロ（○）
『ぷよぷよクロニクル』より登場
アリィ（○）
ラフィソル（凸）
『ぷよぷよ!!クエスト』より登場
レガムント（○）、ローザッテ（凸）
『ソニック』シリーズより登場
ソニック（○）
2021年1月14日に配信された『ぷよぷよテトリス2』Ver.1.1.0でセガのキャラクター「ソニック」がプレイアブルキャラクターとしてゲスト出演を果たした。『ソニック』シリーズのキャラクターはこれまでの『ぷよぷよ』シリーズにぷよやテトリミノの絵柄を変更できるアイテムとして存在し、ソニック自身も『ぷよぷよ!!クエスト』コラボに参戦していたが、『ぷよぷよ』シリーズで正式なプレイアブルキャラクターになるのは今作が初である。
同年2月4日（ぷよの日）のVer.1.2.0で追加されたキャラクターのうち、あやしいクルークは『ぷよぷよ!! 20th Anniversary』の登場以来、10年ぶりのプレイアブルキャラクターに選ばれている。同年3月4日のVer.1.3.0で追加されたキャラクターのうち、レガムントとローザッテは『ぷよぷよ!!クエスト』からの参戦であり、彼らは『ぷよぷよeスポーツ』にも参戦していなかったため、今作が初の正式なプレイアブルキャラクターである。
テトリス側の新キャラクターと『2』の一部の追加キャラクターの「パーティー（ぷよぷよ）」「とことんちびぷよ」における組ぷよパターンは過去作キャラクターの流用となっており、特に1作目ではティを除いて当時未登場だったキャラクターのものを使用していた。ただし連鎖ボーナスの倍率は一部変更されており、特に『2』では同じ組ぷよパターンが割り当てられたキャラクターが居ても連鎖ボーナスが異なっている場合がある。以下、斜字は『ぷよぷよ7』での流用元キャラクター、それ以外は『ぷよぷよ!!』での流用元キャラクター。
- ティ - りんご
- オー - おにおん、りすくませんぱい（『7』版）
- エス - リデル、ドラコケンタウロス（『7』版）
- アイ - どんぐりガエル、まぐろ（『7』版）
- ジェイ&エル/ハーピー - ユウちゃん&レイくん、りんご（『7』版）
- ゼット/セリリ - さかな王子
- エックス - アコール先生、エコロ（『7』版）
- アリィ - おしゃれコウベ、スケルトンT（『7』版）
- ラフィソル - ぞう大魔王
- あやしいクルーク - 同（『フィーバー2』版）
- ラグナス - シェゾ

『2』のマール、スクエアス、ソニック、レガムント、ローザッテは過去作の流用ではない完全新規の組ぷよパターンが採用されている。
「ぷよテトミックス」では上記に挙げたキャラクターも含め、流用ではない固有のパターンが個別に設定されている。

### ボイスについて
- 今作では、「スワップ」「ぷよテトミックス」「パーティー」「ビッグバン」の各ルールにそれぞれ専用のボイスが用意された。具体的には、「スワップ」ではぷよぷよまたはテトリスのどちらかから開始する際のボイス、切り替え時のボイス、どちらかでピンチの時に切り替わった時のボイス、「ぷよテトミックス」ではミックス連鎖やテトリスプラスの発動時、「パーティー」ではアイテム発動時、「ビッグバン」では攻撃時、優勢または劣勢になった際、勝利・敗北時のボイスが用意されている。
- 「VS」「スワップ」ルールなどで使用される『ぷよぷよ通』形式の連鎖ボイス法則は『ぷよぷよ!!』の『ぷよぷよ通』形式に準じるが、『ぷよぷよ!!』と同様に、アルル&カーバンクルのみ例外的に『ぷよぷよ通』から『みんなでぷよぷよ』までの各作品と同じ順番で再生される。
- ぷよぷよ側のキャラクターのキメ連鎖ボイス（アルル&カーバンクル以外の『ぷよぷよ通』形式でいう3〜7連鎖目、テトリスでいうREN発動時のボイス）は、すけとうだら・まぐろ・りすくませんぱいのみ一部変更されていることを除けば『ぷよぷよ!!』と全く同じ。また、オーを除くテトリス側のキャラクターのフィニッシュ5（『ぷよぷよ通』形式でいう7連鎖目以上、テトリスでいう11REN以上）にそれぞれのキャラクターの名前が入っているという特徴がある。また、テトリスではどのキャラクターもテトリス（4ライン消し）を決めた時に専用の台詞を発する。

## ダウンロードコンテンツ
『ぷよぷよテトリス』のPS3・PS Vita・Wii U・3DS版では、シリーズで初めて有料のダウンロードコンテンツ配信が行われている。一部のコンテンツはそれぞれ個別になったものとまとめてセットになったものがあり、セット購入では価格が引き下げられている。
- 第1弾（2014年2月6日配信開始）[18] - EX章追加（全3章）、BGM追加（全10曲）
- 第2弾（2014年2月20日配信開始）[19] - 背景追加（1パック・5種セット）、ボイス追加（1パックにつき2キャラ分、全6パック・12キャラ分）、スキン追加（ぷよ全5種・テトリミノ全5種の全10種）
- 第3弾（2014年3月6日配信開始）[20] - あいさつ追加（1パックにつき3キャラ分15種、全8パック・24キャラ分120種）

PS4・Xbox One・Switch・Steam版では上記のすべての要素をソフト内に収録しており、アドベンチャーモードを進めることで入手できる隠し要素になっている。

## CM出演者
- 前田敦子
- 綾小路翔（氣志團）

## 漫画
ぷよぷよテトリス
アスキー・メディアワークス『キャラぱふぇ』誌上にて2013年から2014年に掛けて不定期連載。作者はこめ苺。

## 開発
本作は、『ぷよぷよ!!クエスト』および『ぷよぷよ!!クエスト アーケード』で知ったプレイヤーにぷよぷよをもっと知ってもらうために開発された。元々、セガは様々なプラットフォームで『テトリス』を開発した実績があり、テトリスの版権を持つザ・テトリス・カンパニーと互いに話し合う中で本作の開発へと至った。本作は、2タイトルのコラボレーションではあるものの、「ぷよぷよとテトリスの融合」であることを示すため、敢えて作品名に“vs.”は付けなかった。
『テトリス』側のキャラクターは、ぷよぷよ側のスタッフがテトリスカンパニーと話し合った末にテトリミノをモチーフとするという方針が立てられた。「ティ」や「エス」といった名称は元々開発時における仮称であり別の名前に差し替える予定だったが、わかりやすさからそのまま採用された。
また、テトリス側のキャラクターがぷよぷよ側のキャラクターと全面対立するストーリー展開を避けるため、物語は宇宙から来たテトリス側のキャラクターがぷよぷよ側のキャラクターに助けられるという内容となった。
従来の『ぷよぷよ』シリーズの作品では、実力のある若手声優を積極的に採用する方針が取られていたが、本作ではサンプルボイスをもとにオファーを行った結果、人気声優が多くキャスティングされたと細山田はファミ通とのインタビューの中で話している。ただし、台詞の量が多い上にスケジュールも厳しかったため、打ち合わせや収録の場に東京ゲームショウ2013の会場を利用することもあった。
ゲームバランスの調整に当たってはプロデューサーの細山田水紀をはじめとする開発スタッフがテストプレイを行い、大まかな調整を行った。次いで、ぷよぷよとテトリスそれぞれの上級プレイヤー同士が対戦し、上級者同士が拮抗するよう調整が施された。そして、どちらの作品も遊んだことがない者同士で対戦を行い、初心者が遊んでもゲームとして楽しめるよう調整が施された。

### ビジュアル
キャラクターデザインは三瓶映が務めており、本作に登場するキャラクターは秋や冬を意識したデザインが施された。例えば、ささきまぐろはニットを着ており、りすくませんぱいの首にはマフラーが巻かれている。テトリス側のキャラクターであるティは、キャラクター全体で「T」を感じてもらうために、衣装にはテトリミノの「T」があしらわれている。三瓶はティについて動きのあるポーズや目線といった小さな雰囲気の積み重ねによってどこか明るいキャラクターに仕上がったのかもしれないと電撃オンラインとのインタビューの中で話している。ただし、身体の中央にテトリミノをあしらうというデザインは、全キャラクターに施すと戦隊ものを想起させるため、一部のキャラクターに留められた。
『ぷよぷよテトリス2』では引き続き三瓶映がキャラクターデザインを手掛けており、ゲームの進行に合わせて衣装を変化させるという方針が取られた。『ぷよぷよテトリス2』のキャラクターのデザインは『ぷよぷよテトリス』から一部変更されており、例えばアルルの場合は、これまでのシリーズのファンが受け入れられるように、『ぷよぷよ!!クエスト』や『ぷよぷよ‼︎ Puyopuyo 20th anniversary』のデザインに合わせる方針が取られており、『ぷよぷよテトリス』よりも髪を短くした。あんどうりんごは『ぷよぷよ』側のキャラクターと『テトリス』側のキャラクターの橋渡しとして登場するため、双方の間を持たせられるようなデザインが施された。

## 評価

### 評価（ぷよぷよテトリス2）
ライターの石井聡はGAME Watchに寄せた記事の中で、『ぷよぷよテトリス2』のストーリーについて、最初はパズルの合間にフレーバーとして出てくるかと思ったが、伏線があるなど意外としっかりとした作りだったと評価しており、ステージによって対戦内容が変わっていくので飽きずにゲームを進められたとも話している。

## 関連作品
『龍が如く6 命の詩。』（2016年12月8日発売・PlayStation 4）/『Yakuza 6: The Song of Life』（2021年3月25日発売・Xbox One/Steam）
『JUDGE EYES:死神の遺言』（2018年12月13日発売・PlayStation 4）
ゲーム内ミニゲームとして、本作のグラフィック・ボイスを流用した『ぷよぷよ』が収録されている。タイトルは『ぷよぷよ』ではあるがルールは『ぷよぷよ通』のものを採用しており、COM相手の勝ち抜きモードと対戦モードをプレイできる。登場キャラクターはりんご、まぐろ、アミティ、シグ、すけとうだら、クルーク、ルルー、アルル&カーバンクル、りすくませんぱい、ウィッチの10体。
『JUDGE EYES:死神の遺言 Remastered』では『バーチャファイター2』と入れ替わりに削除されている。